# Groupe opposé
En mathématiques et plus précisément en théorie des groupes, un groupe opposé est une manière de construire un groupe à partir d'un autre en renversant l'ordre de son opération interne.
Plus précisément, si (G,*) est un groupe, on peut définir une autre opération interne sur G en posant
{\displaystyle g*_{\text{op}}g':=g'*g}
pour tous éléments g et g' de G. Cela définit un groupe (G,*op) appelé groupe opposé du groupe G.

## Propriétés
- (G,*) et (G,*op) ont le même élément neutre.
- Le symétrique d'un élément g de G est le même pour la loi * ou la loi *op.
- Le groupe opposé du groupe opposé de G est G lui-même.
- Un groupe est égal à son groupe opposé si et seulement s'il est commutatif.
- G est toujours isomorphe à son groupe opposé via l'application g ↦ g-1 qui est un antiautomorphisme.
- La notion de groupe opposé permet d'éclaircir les rapports entre actions à gauche et actions à droite d'un groupe sur un ensemble.

## Note et référence
1. ↑  N. Bourbaki, Éléments de mathématique, Algèbre, ch. I, § 4, no 1; Paris, Hermann, 1970, p. 29.